# Dominique Probst
Dominique Probst (* 19. Februar 1954 in Paris) ist ein französischer Komponist und Schlagzeuger.

## Leben
Der Sohn der Schauspielerin Gisèle Casadesus studierte am Pariser Konservatorium, wo er 1978 den ersten Preis im Fach Schlagzeug gewann. Im Folgejahr erhielt er den Kompositionspreis der Fondation Lili Boulanger.
Seit 1973 ist Probst Soloschlagzeuger beim Orchestre Colonne. Außerdem unterrichtet er am Konservatorium von Levallois-Perret und war von 1978 bis 2000 Professor am Pariser Konservatorium. 2009 gab er eine Meisterklasse an der Universität von Boulder/Colorado.
1986 verlieh ihm die Académie des Beaux-Arts für seine Oper Maximilian Kolbe nach einem unveröffentlichten Buch von Eugène Ionesco mit dem Kompositionspreis Marcel Samuel-Rousseau. Das Werk wurde für das Fernsehen verfilmt und erhielt 1990 den Preis Talents Nouveaux Musique der Société des Auteurs et Compositeurs Dramatiques und 1991 den Orphée d'Or der Académie Nationale du Disque Lyrique. Seine zweite Oper La petite sirène nach einem Libretto von Marguerite Yourcenar wurde 1993 uraufgeführt. Auf einer Reise durch Australien und Vietnam entstand nach einem Libretto von Duong Le Quy die Oper Motherland, die 2002 bei Festival von Melbourne uraufgeführt und mit dem Prix Musique Paul-Louis Weiller des Institut de France ausgezeichnet wurde.
2004 fand die Uraufführung seiner Symphonie des Bulles mit 450 internationalen Instrumentalisten und Choristen statt. Mehrere Jahre stand seine L'Ile de Lumière auf dem Spielplan des Orchestre Colonne, 2007 wurde das Werk vom Orchestre Philharmonique de Monte-Carlo und dem Orchestre de Picardie gespielt. Im gleichen Jahr fand beim Festival Solstice d'hiver in Alençon unter Leitung von Martin Moulin die Uraufführung seines Te Deum statt.

## Auszeichnungen
- Chevalier des Arts et des Lettres, 1996
- Ritter der Ehrenlegion, 2014

## Werke
- Maximilian Kolbe, Oper, 1986
- Coda et Variation IV, Gitarre solo, 1987 (Herausgeber Editions Henry Lemoine, France 1988)
- De la mort a la vie für Cello und Streichorchester, 1988
- Un jounee a Versailles, Sinfonie, 1991
- L'Ile de Lumière für drei Schlagzeuger, Harfe und Streichorchester, 1994
- Concerto pour Trombone, 1997
- On the same Wavelength für Orchester, 1999
- La petite sirène, Oper, 1993
- Motherland, Oper, 2002
- Symphonie des Bulles, 2004
- L'Origine du Monde, 2006
- Comment Dire für Chor (nach einem Gedicht von Samuel Beckett), 2006
- Te Deum, 2007
- L’origine du monde pour trio rock et orchestre, 2006
- Les saisons d'une vie (für Orchester) Hiver: Largo; Printemps: Andante; Été: Allegro-Andante; Automne: Adagio - Largo, 2011
- Poursuivre le chemin, für Tuba solo, 2012